# Corinna Schmidt
Corinna Schmidt ist ein Spielfilm der DEFA von Artur Pohl aus dem Jahr 1951, frei nach dem Roman Frau Jenny Treibel von Theodor Fontane aus dem Jahr 1892.

## Handlung
Im Jahr 1878 fährt Frau Kommerzienrätin Jenny Treibel mit einer Kutsche durch die Straßen Berlins zur Professorentochter Corinna Schmidt, um diese zu einer Gesellschaft einzuladen. Der Weg führt sie durch mehrere arbeitslose Handwerker, die auf die neueste Ausgabe mit den Stellenanzeigen warten, vorbei an einem Geschäft für Kolonialwaren, das ihren Eltern gehörte und in dem sie ihre Jugend verbrachte, bis sie von dem reichen Fabrikbesitzer Treibel geheiratet wurde. Bei Corinna angekommen bewundert Frau Treibel deren Jugend, worauf diese ihr zu verstehen gibt, dass Jugend gut ist, aber Kommerzienrätin ist noch besser, ebenso wie ein Garten und ein Landauer. Doch Frau Treibel erwidert, dass nicht das Geld allein wichtig ist, sondern dass es die kleinen Verhältnisse sind, die glücklich machen, was sie aus eigener Erfahrung bestätigen kann. In diesem Moment tritt Corinnas Vater, der Professor Willibald Schmidt in das Zimmer und geht mit Frau Treibel in einen anderen Raum, wo beide auf seine einstige Liebe zu ihr zu sprechen kommen und der Professor stellt fest, wenn er sie damals, vor fast 40 Jahren geheiratet hätte, wäre sie jedoch um ihr großes Glück gekommen. Doch Jenny ist der Meinung, dass sie in einfachen Verhältnissen, an Willibald Schmidts Seite, glücklicher geworden wäre und sie gesteht, dass sie sich deshalb oft in einer stillen Ecke ausweint.
Kommerzienrat Treibel macht einen Kontrollgang durch eine Produktionsstätte seines Betriebes, in dem die Farbe Preußisch Blau für die Uniformen der Infanterie hergestellt wird. Als er von seinem Büroleiter zu einem Treffen mit Vertretern des Industriellenverbandes gerufen wird, versammeln sich die Arbeiter, um sich über Bismarcks Sozialistengesetz zu informieren. In seinem Büro erklärt Treibel den Fabrikanten, dass er sie zu sich gerufen hat, um von ihnen Geld für die neugegründete Royal Demokratische Partei zu bekommen. Mit dem Hinweis, dass die neue Partei die Schutzzollpolitik unterstützen wird, bekommt er auch die erwarteten Spenden in Aussicht gestellt. Nachdem er die Industriellen verabschiedet hat, trifft auch schon der Parteivorsitzende Leutnant a. D. Vogelsang bei Triebel ein und stellt ihm einen Sitz im Reichstag in Aussicht, wenn er sich weiter so stark engagiert und genug spendet.
Leutnant Vogelsang ist auch der erste Gast, der auf der von Kommerzienrat Triebel veranstalteten Feierlichkeit eintrifft. Er nutzt diese Einladung, um für seine neu gegründete Partei zu werben. Corinna kommt in Begleitung ihres Vetters, dem Oberlehrer eines Gymnasiums Dr. Marcel Wedderkopp, den ihr Vater gern als zukünftigen Ehemann sehen würde. Sie wählt aber ihren Platz an der Tafel so, dass sie neben Treibels unverheirateten Sohn Leopold sitzen kann und beginnt auch gleich mit ihm zu flirten. Beim Tanz kommen Corinna und Marcel wieder zusammen, aber nur bis in einer Tanzpause Marcel etwas zu trinken besorgen soll. Diese Gelegenheit nutzt Leopold, um sie zum Tanz aufzufordern, den Einspruch Marcels lässt sie nicht gelten. Während Leutnant Vogelsang sich immer mehr betrinkt, ist Leopold dabei, Corinna ihrem Vetter auszuspannen. Als die Arbeiter der Nachtschicht, durch den Garten der Villa Treibel laufen, um sich den Weg abzukürzen, stellen die Gäste fest, dass auch viele Kinder darunter sind, was Treibel verteidigt. Marcel widerspricht ihm, es kommt zum Streit und wegen der sozialdemokratischen Ansichten Marcels gehen die Besucher alle nach Hause. Auf dem Heimweg streiten Marcel und Corinna weiter und sie verrät ihm, wenn Leopold sie fragen würde, ob sie ihn wolle, würde sie nicht „Nein“ sagen, weil sie auch lieber Brillanten an den Ohren tragen und in einer Villa wohnen würde.
Am nächsten Morgen sitzen Herr Treibel, seine Frau und der Sohn Leopold gemeinsam beim Frühstück und werten die erneuten Bittbriefe von Leutnant Vogelsang aus, während Leopold einen Artikel aus der Tageszeitung vorliest, in dem das Unvermögen des Parteivorsitzenden und die Sinnlosigkeit dieser Partei zur Sprache kommt. Da Leopold von seiner Mutter nur eine Tasse Kaffee zugewiesen bekommt, will er seine zweite Tasse im Eierhäuschen trinken, wo ihn Corinna überrascht. Hier gesteht er ihr, dass er nur sie heiraten würde und nicht, wie von seinem Vater vorgesehen, seine Schwägerin Hildegard aus Hamburg, was er mit einem heftigen Kuss bekräftigt. Anschließend erzählt sie bei einem Treffen mit ihrem Vetter Marcel, von ihrer festen Absicht Leopold zu heiraten.
Ein erneuter Artikel in der Presse schildert den endgültigen Absturz von Leutnant Vogelsang als Parteivorsitzenden. Als Triebel darin auch noch als lächerliche Figur von Vogelsangs Gnaden und Dilettant bezeichnet wird, trennt er sich endgültig von seinem ehemaligen Parteivorsitzenden, der gerade bei ihm um neues Geld bitten will. Auf dem Weg aus dem Haus hört Vogelsang zufällig ein Gespräch zwischen Frau Treibel und ihrem Sohn Leopold mit, in dem sie ihm den Umgang mit Corinna verbietet. Auf die Reaktion Leopolds, dass sie nicht so respektlos von seiner zukünftigen Frau reden soll, fragt Jenny nur noch, wovon die beiden überhaupt Leben wollen. Nach dem Weggang Leopolds kommt Kommerzienrat Treibel in den Raum, reagiert positiv auf die Nachricht von der Verlobung und dass das nun wirklich kein Skandal wäre. Auch ein persönliches Gespräch Jennys mit Corinna und ihrem Vater führt nicht zur Auflösung der Verlobung. Als Nächstes bittet Jenny Treibel ihre Schwiegertochter, dass sie ihrer Schwester Hildegard schreibt, schnell nach Berlin zu kommen, um mit deren Hilfe ihren Sohn aus der Beziehung zu Corinna lösen.
Leutnant Vogelsang lernt in einer Gaststätte den Redakteur einer Lokalzeitung kennen, dem er von dem zufällig im Hause der Treibels mitgehörte Gespräch über die Verlobung der armen Corinna mit dem reichen Leopold, erzählt. Bereits am nächsten Tag ist diese Nachricht veröffentlicht und verlangt nach einer neuen Strategie Jennys. Nachdem ihr bereits von mehreren Seiten Glückwünsche ausgesprochen wurden, beschließt sie, nun doch der Hochzeit ihres Sohnes mit Corinna zuzustimmen, um den guten Ruf zu wahren. Ein Besuch bei Corinna zeigt aber, dass diese inzwischen umgedacht hat, denn von einer Heirat mit Leopold will sie nichts mehr wissen. Durch Erlebnisse und Gespräche mit Marcel hat sie erkannt, dass die vornehme und reiche Welt nicht zu ihrer Herkunft passt. Obwohl Marcel durch das Sozialistengesetz des Landes verwiesen wird, wird Corinna auf ihn warten, wie sie ihm bei der Verabschiedung zu verstehen gibt. Seine sozialdemokratischen Freunde werden ihr dabei behilflich sein.

## Produktion und Veröffentlichung
Für die Dramaturgie war Marieluise Steinhauer verantwortlich. Corinna Schmidt wurde als Schwarzweißfilm im Althoff-Atelier sowie in Berlin und Umgebung gedreht. Erich Zander schuf die Filmbauten, Vera Mügge entwarf die Kostüme und Walter Lehmann war Produktionsleiter.
Der Film hatte am 19. Oktober 1951 in den Berliner Kinos Babylon und DEFA-Filmtheater Kastanienallee Premiere. Vom Fernsehzentrum Berlin (Adlershof) wurde der Film am 16. Februar 1954 gesendet.
Dem Interministeriellen Ausschuß für Ost-West-Filmfragen der Bundesrepublik Deutschland zufolge zeige der Film „umstürzlerische, kommunistische Gedanken förderndernde Tedenzen“ und wird deshalb für Aufführungen in der Bundesrepublik nicht freigegeben.

## Kritik
Im Neuen Deutschland fasst Herman Müller zusammen: 

„Der Film wird vielen Menschen erkennen helfen, wo die fortschrittlichen Menschen um die Zeit der Jahrhundertwende standen, und wie diese Zeit und ihre Menschen überhaupt aussahen und sie damit auch zwangsläufig sehen lassen, wer heute das Erbe der Reaktion angetreten hat und wer das Erbe des Fortschritts.“

In der Neuen Zeit schrieb Gerhard Rostin über den Regisseur: 

„Statt dem überlegenen Geist Fontanes die Führung des Films zu überlassen, tut er aus Eigenem viel dazu und dabei leider auch etliches Wasser in den Fontaneschen Wein.“

In der Berliner Zeitung meinte Hans Ulrich Eylau: 

„Die direkte politische Aussage, die böse Schärfe der Simplicissimus-Karikatur, alles Laute und Aufdringliche überhaupt, in dem die Regie sich ergeht, war Fontanes Sache nicht. So leidet die künstlerische Wahrheit des Films unter vielen inneren Brüchen.“

Das Lexikon des internationalen Films meint: Corinna Schmidt wäre ein 

„Atmosphärisch dichter und gut gespielter Film, der Gewichte in Fontanes Roman Frau Jenny Treibel" von der bürgerlichen Hauptfigur auf ‚klassenbewusste‘ Elemente verschiebt und der literarischen Vorlage damit nicht gerecht wird. Trotz der Anbiederung an den ‚sozialistischen Realismus‘ wurde der Film von der SED scharf getadelt, weil er das Erbe Fontanes verfälsche. Als Zeitdokument interessant.“